# Dovhe, Kozelșciîna
Dovhe (în ucraineană Довге) este un sat în comuna Vîsoka Vakulivka din raionul Kozelșciîna, regiunea Poltava, Ucraina.

## Demografie
Componența lingvistică a localității Dovhe
     Ucraineană (96,82%)
     Rusă (2,55%)
Conform recensământului din 2001, majoritatea populației localității Dovhe era vorbitoare de ucraineană (96,82%), existând în minoritate și vorbitori de rusă (2,55%).